# 프리코노믹스
프리코노믹스(freeconomics)는 공짜 점심과 같이 디지털 산업에서 무료 제공을 기반으로 하는 경제를 의미한다. 한국어로는 공짜 경제 또는 무료 경제로 번역할 수 있다. 롱테일 현상을 밝힌 크리스 엔드슨에 의해서 2007년 11월 이코노미스트紙에 처음 소개되었다. 협력을 기반으로 하는 크라우드소싱이 프리코노믹스로 진출을 가시화하고 있다. 웹 2.0의 확산도 한 원인이다. 이코노미스트紙는 2008년도 경제 이슈로 프리코노믹스를 제시하였다.

## 주장의 유래
- 전력 생산: 1954년 Atomic Energy Commion의 대표인 Lewis Strauss는 원자력 발전의 시작으로 전력 생산이 비용대비 과도하게 많아질것이라 예측하였다. 하지만 원자력의 위험도 때문에 원자력 발전이 확산되지 못함. 예측과는 다소 다른 결과가 옴.
- 디지털 생산: 1970대 Caltech의 교수인 Carver Mead는 디지털 기술의 예상 발전도를 그려보고 낭비의 시대가 올 것임을 예측함. 낭비의 시대가 온다는 것은 과도한 생산 능력의 발전으로 효율성을 고려하지 않는 시대가 온다는 뜻임.

## 프리코노믹스로 가는 이유
- 계산, 저장, 전송을 위한 디지털 생산 기술의 고도화
- 계산, 저장, 전송 기술에 대한 사용자 욕구 상승률의 둔화
- 사용자 욕구가 서비스 고도화등 타 방향으로 전이
- 제조 비즈니스에 비해 온라인 서비스 비즈니스가 무료 제공이 용이
- 웹 2.0 시대에는 네트워크를 통해 99%의 사용자에게 무료로 제공한다고 해도 1%의 프리미엄 사용자의 절대 수가 많아지기 때문임
- 무료 고객에게 판매자 고객의 광고를 제공하여 수익모델 형성이 가능해짐. 구글의 에드센스 등이 있다.
- 무료 고객인 소비 고객뿐아니라 수익 고객인 판매 고객에 대한 배려가 중요해짐.

## 프리코노믹스 시대를 알리는 예들
- Gmail
- YouTube
- Flickr
- MySpace
- Yahoo mail (2008~)
- 웅진코웨이 PayFree

## 프리코노믹스의 도래 배경

### 디지털 시대 발전도
십년을 단위로 하는 세대별 세계적 디지털 시대의 발전도를 정리한 표이다. 10s을 포함하여 이후는 앨빈 토플러, 존 나이스비트, 제임스 데이터 등의 미래학자들의 의견을 종합해 볼 때 예상되는 패러다임으로 정리하였다.
| Period   | 1990s       | 2000s   | 2010s   | 2020s    | 2030s        |
| -------- | ----------- | ------- | ------- | -------- | ------------ |
| Paradigm | Realization | Quality | Entropy | Services | Intelligence |

2020s에 성숙하게 될 Services (Human group intelligence, 인간 그룹 지성) 페러다임이 프리코노믹스와 통한다. 프리(Free) 비즈니스를 기반으로 미래(Future)를 고민하는 인류사회는, 메가트랜드의 저자 존 나이스비트에 의하면 3F (Feeling, Fiction, Female)의 시대로 발전하고 있다고 한다. 표의 의미는 다음과 같이 설명된다. 90년대에는 디지털 기술의 제품화를 추구했고, 2000년대는 구현된 제품의 질을 향상 시켰다. 2010년에 가까이 가면서 고급 개념인 다양성과 제공 용량 등 엔트로피를 높이는 방식으로 발전되고 있다. 2020년과 2030년의 미래에는 인터넷의 발전 경로에 따라 웹 2.0과 웹 3.0의 파라다임과 유사하게 연결성과 사회성의 발전을 위한 서비스 향상에서 자동 서비스에 해당하는 지능화로 단계적인 발전이 예측된다.

### 수학적 해설
Youtube와 같은 온라인 서비스에서 프리코노믹스가 어떻게 가능한지 수학적 모델로 설명한다. 온라인 서비스가 서비스할 지식생산에 드는 전체 비용이 0에 가까워진다면 프리코노믹스가 가능해짐을 예측할 수 있다. 오프라인 제품보다는 온라인 서비스에 무료가 많이 적용되는 것은 생산에 드는 비용을 크라우드소싱으로 최소화할 수 있기 때문이다.
모델링을 위해 시스템 1과 시스템 2를 가정한다. 시스템 1은 web 1.0으로 집중형이고 시스템 2는 web 2.0 형태의 분산형이라고 정의하자. Web에 쌓인 지식의 양이 성능을 나타낸다고 하면 시스템1과 시스템2를 t년간 운영했을 때 그 효율이 얼마나 날지 알아보자. 시스템1은 중앙에서만 지식을 올리기 때문에 중앙에 있는 관리자 수(N)만큼만 지식이 쌓인다. 그러나 시스템2는 사용자 M명 도 지식을 올릴 수 있으므로 사용자 수도 지식 생산에 기여하게 된다. 관리자 1명이 시간당 쌓을 수 있는 평균 지식의 수를 a라 하고 사용자 1명이 시간당 쌓을 수 있는 평균 지식의 수를 b라고 한다면 각 시스템의 지식량은 다음과 같이 되이 표시된다.
{\displaystyle {\begin{matrix}K_{1}(t)&=&Nat\\K_{2}(t)&=&Nat+Mbt\end{matrix}}}
여기서 {\displaystyle K_{1}(t),\ K_{2}(t)}는 0에서 t라는 시간이 지난 후 시스템1과 시스템2에서 생산된 평균 지식량이다. 효율을 고려하기 위해 지식 생산을 위해 필요한 비용도 고려하자. 먼저 운영자 1인당 지식을 쌓기 위해 드는 평균 비용을 c라고 하자. 사용자는 지식을 쌓기 위해 자발적으로 참여하므로 개인당 비용이 들지 않고 사용자들이 시스템을 사용하도록 돕는 플랫폼 유지비용인 {\displaystyle \epsilon }만 든다고 가정한다. 이러면 생산된 실질 지식량은 아래와 같이 표시된다.
{\displaystyle {\begin{matrix}{\tilde {K}}_{1}(t)&=&{\frac {Nat}{Nct}}\\{\tilde {K}}_{2}(t)&=&{\frac {Nat+Mbt}{Nct+\epsilon }}\\\end{matrix}}}
여기서 {\displaystyle {\tilde {K}}_{1}(t),\ {\tilde {K}}_{2}(t)}는 t라는 시간이 지난 후 시스템1과 시스템2에서 생산된 평균 실질 지식량이다. 일반적으로 {\displaystyle M\gg N}의 관계가 있어 {\displaystyle {\tilde {K}}_{2}(t)}가 {\displaystyle {\tilde {K}}_{1}(t)}에 비해 {\displaystyle {\frac {{\tilde {K}}_{1}(t)}{{\tilde {K}}_{2}(t)}}\approx {\frac {M}{N}}\gamma }와 같이 매우 게 될될 가능성이 있다. 여기서 {\displaystyle \gamma ={\frac {b}{a}}}로 운영자와 자의 상대적 생산량이다. 주의할 점은 무비용이기 때문에 {\displaystyle \gamma }는 일반적으로 1보다는 작다고 봐야한다. 뿐만 아니라 지식의 수준까지 고려하고 목표가 제품의 질을 높이는 경우라면 {\displaystyle \gamma }보다 훨씬 작은 경우가 있을 수 있어 실질적으로 효용을 갖추려면 N이 아주 큰 경우에 한하여 가능하다.
수학적 해설에서 살펴본 것처럼 운영자 대비 사용자의 상대적 생산률이 1에 가까운 수이고 사용자의 참여율이 높아지면 생산에 드는 생산량 대비 비용이 크게 줄어들 것을 예측할 수 있다. 크라우드소싱에서 보듯이 지식생산의 한계는 복잡도를 줄이는 한계만이 아니라 창의성을 늘리는 한계도 있다는 것은 프리코노믹스를 볼 때 주의해야할 사항이다.

## 같이 보기
- 롱테일
- 크라우드소싱
- 집단지성